# Анне Отто
Анне Отто (швед. Anne Otto; народжена Ліндблад, 1 квітня 1943, Лінчепінг) — шведський кінопродюсер і керівник виробництва. 
Анне Отто вивчала кінознавство в 1973–1974 роках. Працювала помічником виробництва і керівником запису на Europafilm у 1970-1977 роках і на виробництві Penguinfilm у 1977-1981 роках. Як продюсер вона працює в Europafilm з 1981 по 1984 р. і в Svensk Filmindustri у 1984-1987 роках. Була керівником шведського продюсерського центру реклами фільмів у 1979–1981 рр. та працювала викладачем у рекламній школі Берга. 
З кінця 1980-х років Анне Отто випустила багато виставок, фільмів і серіалів, а також була активна в компанії Kulturtuben. Є партнером Claes Eriksson.

## Продюсер
- 1998 – Toffelhjältar
- 1996 – Monopol (фільм)
- 1993 – Tvättstugan
- 1991 – Stinsen brinner... filmen alltså
- 1990 – Macken – Roy's & Roger's Bilservice

## Зовнішні посилання
- Анне Отто [Архівовано 15 лютого 2017 у Wayback Machine.] в базі даних фільмів в Internet Movie Database (англійська)